# Renato Corsetti

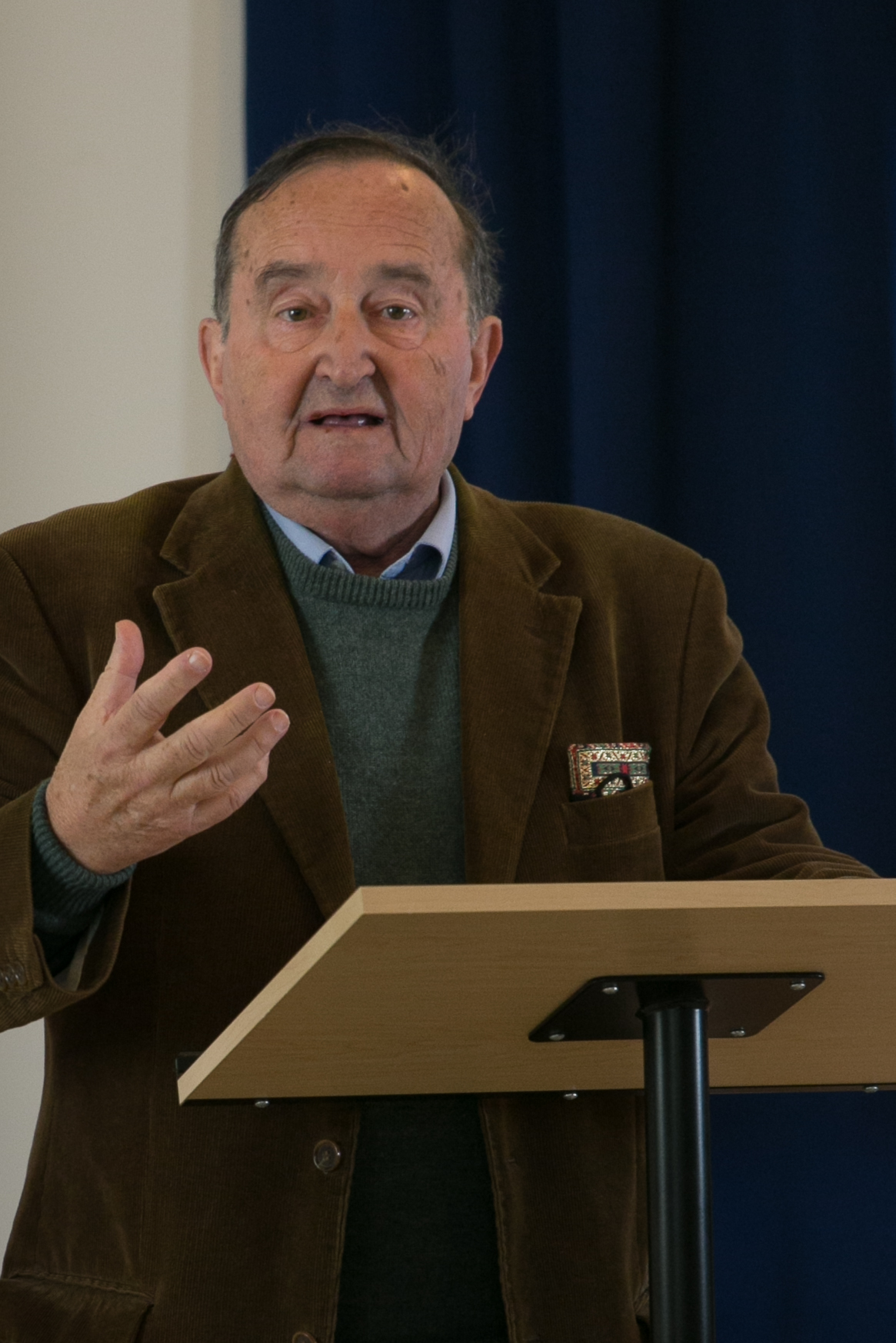
Renato Corsetti (2016)

Renato Corsetti (* 29. März 1941 in Rom; † 1. Februar 2025 in London) war ein italienischer Sprachwissenschaftler und Aktivist der Esperanto-Bewegung. Er war von 2001 bis 2007 Vorsitzender des Esperanto-Weltbundes. 

## Leben
Corsetti war Professor für Psycholinguistik an der Universität La Sapienza in Rom. Er war mit der britischen Esperanto-Schriftstellerin Anna Löwenstein verheiratet. 
Als Aktivist der Esperanto-Bewegung war er außerdem Sekretär und damit Vorstandsmitglied der Akademio de Esperanto.
Zwei seiner Söhne wuchsen dreisprachig auf; er gründete ein Netzwerk für den Erfahrungsaustausch zwischen Eltern mehrsprachiger Kinder, die Esperanto als Familiensprache benutzen (Rondo Familia, nunmehr Denaskuloj, d. h. Esperanto-Muttersprachler).